# 晩年の散文
『晩年の散文』（ばんねんのさんぶん、原題:Späte Prosa、1951年）は、ドイツのノーベル文学賞受賞者ヘルマン・ヘッセが、『ガラス玉演戯』を書き終えた後、健康が優れなかったために主に随筆や詩を書いていたので、その随筆を集めたものである。『盗まれたトランク』『中断された授業時間』『幸福論』『湯治手記』『クリスマスと二人の子どもの話』の5篇が『晩年の散文』に収められた。“Beschwörungen, Späte Prosa, Neue Folge”（1955年）はその続編に当たるもので、下記に記された8篇が収められている。

## 邦訳
- 『幸福論』新潮文庫 （翻訳 高橋健二） ISBN 4-10-200118-2

### 収録作品
- 盗まれたトランク “Der gestohlene Koffer” (1944)
- 中断された授業時間 “Unterbrochene Schulstunde” (1948)
- 幸福論 “Das glück” (1949)
- 湯治手記 “Aufzeichnungen bei einer Kur in Banden” (1949)
- クリスマスと二つの子どもの話 “Weihnacht mit zwei Lindergeschichten” (1950)
- 小ガラス “Dohle” (1951)
- マウルブロン神学校生 “Ein Mualbrounner Seminarist” (1954)
- 祖父のこと “Grossväterliches” (1952)
- 秋の体験 “Herbstliche Erlebnisse” (1953)
- エンガディーンの体験 “Engadiner Erlebnisse” (1953)
- 過去とのめぐり会い “Begegnungen mit Vergangenem” (1953)
- 過去を呼び返す “Beschwörungen” (1954)
- マルラのために “Für Marulla” (1953)
- 日本の私の読者に “An meine Lesser in Japan” (1955)